# Christer Tistam
Christer Tistam, född 26 maj 1960 i Oscars församling i Stockholms stad, är en svensk militär.

## Biografi
Tistam avlade officersexamen vid Krigsskolan 1982 och utnämndes samma år till löjtnant vid Svea livgarde, där han tjänstgjorde under resten av 1980-talet. Han befordrades 1983 till kapten. Han befordrades 1989 till major och tjänstgjorde i mitten av 1990-talet vid Livgardesbrigaden. I slutet av 1990-talet var han placerad vid Värmlandsbrigaden och tjänstgjorde vid Högkvarteret. Han har också varit chef för Gardesbataljonen vid Livgardet och har deltagit i internationella insatser som samverkansofficer i Bosnien och som ställföreträdande brigadchef i Kosovo. Efter att ha befordrats till överstelöjtnant var han chef för Värnpliktssektionen i Utbildningsavdelningen i Grundorganisationsledningen vid Högkvarteret 2001–2003. Han var därtill ledamot av Nämnden för personalvård för totalförsvarspliktiga 2001–2003.
Efter befordran till överste var han 2008–2011 ställföreträdande chef för Livgardet. Från november 2009 till juni 2010 var han chef för svenska insatsen i Afghanistan. Åren 2014–2017 var han chef för Livgardet och befälhavare för Militärregion Mitt. Tistam blev den siste chefen vid Livgardet som innehade rollen som både regementschef och chef för Militärregion Mitt, eftersom rollen fördelades på två personer efter att han avgick. Tistam var chef för Säkerhetsinspektionen i Högkvarteret 2017–2022 och pensionerades från Försvarsmakten 2022.
Sedan 2024 är Tistam ledamot av styrelsen för Invidzonen.